# Giuseppe Baldini (football)
Giuseppe Baldini, né le 11 mars 1922 à Russi dans la province de Ravenne et mort le 25 novembre 2009 à Gênes en Italie, est un footballeur italien qui évoluait au poste d'attaquant.

## Biographie
Après avpor dans les équipes de jeune de l'U.S. Città di Pontedera, Giuseppe Baldini commence sa carrière professionnelle au sein de la Fiorentina, en 1939. Il joue ensuite dans différents clubs italiens, l'Internazionale Milan, Andrea Doria, la Sampdoria, la Genoa, Côme, de nouveau la Sampdoria et Côme.
Devenu entraîneur, il officie à Côme, la Sampdoria, Savone, Entella , Entella, Avellino.

## Clubs
- 1939-1942 :  Fiorentina
- 1939-1940 :  Internazionale Milan
- 1945-1946 :  Andrea Doria
- 1946-1950 :  Sampdoria
- 1950-1951 :  Genoa
- 1951-1953 :  Côme
- 1953-1955 :  Sampdoria
- 1955-1960 :  Côme

## Palmarès
- Coupe d'Italie (1) :
  - Vainqueur : 1939-40